# Walerij Mohylenko
Walerij Witalijowytsch Mohylenko (ukrainisch Валерій Могиленко; * 18. April 1987 in Sumy, Ukrainische SSR, Sowjetunion) ist ein ukrainischer Biathlet.
Walerij Mohylenko nahm in Ruhpolding an den Biathlon-Juniorenweltmeisterschaften 2008 teil und erreichte die Plätze 19 im Sprint, 17 in der Verfolgung und sieben im Staffelrennen. Erstmals bei den Männern im Leistungsbereich startete er auf höchster Ebene bei den Sommerbiathlon-Weltmeisterschaften 2009 in Oberhof. In der Disziplin Crosslauf nahm er am Sprint und dem Verfolgungsrennen teil und belegte die Plätze 14 im Sprint und 16 in der Verfolgung.